# Andilly (Meurthe i Mozela)

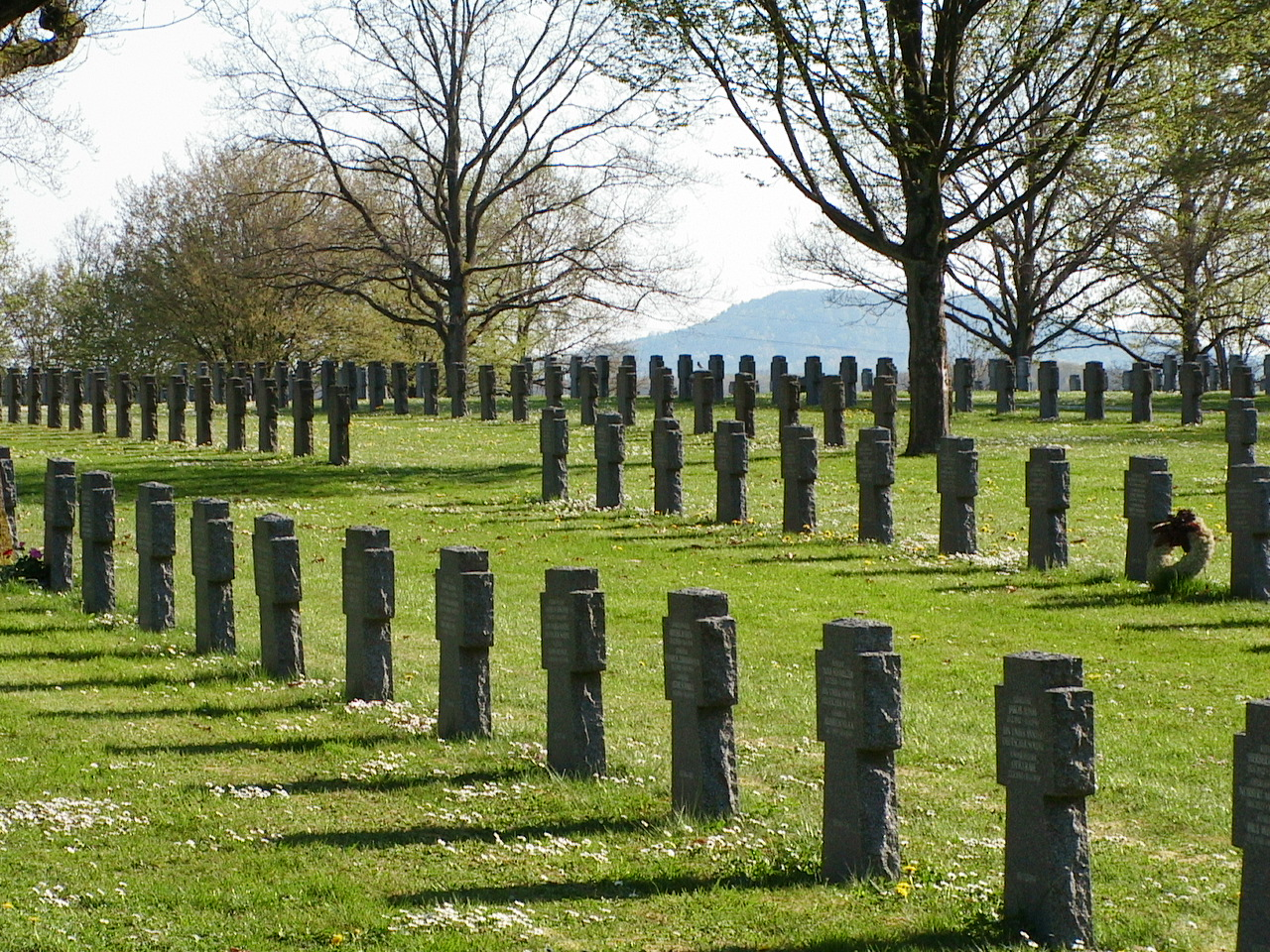
Cmentarz żołnierzy niemieckich poległych podczas II wojny światowej (2007)

Andilly – miejscowość i gmina we Francji, w regionie Grand Est, w departamencie Meurthe i Mozela.
Według danych na rok 1990 gminę zamieszkiwało 205 osób, a gęstość zaludnienia wynosiła 29 osób/km² (wśród 2335 gmin Lotaryngii Andilly plasuje się na 840. miejscu pod względem liczby ludności, natomiast pod względem powierzchni na miejscu 827.).

## Populacja

Populacja Andilly w latach 1962–2008